# Steven (scheepsromp)

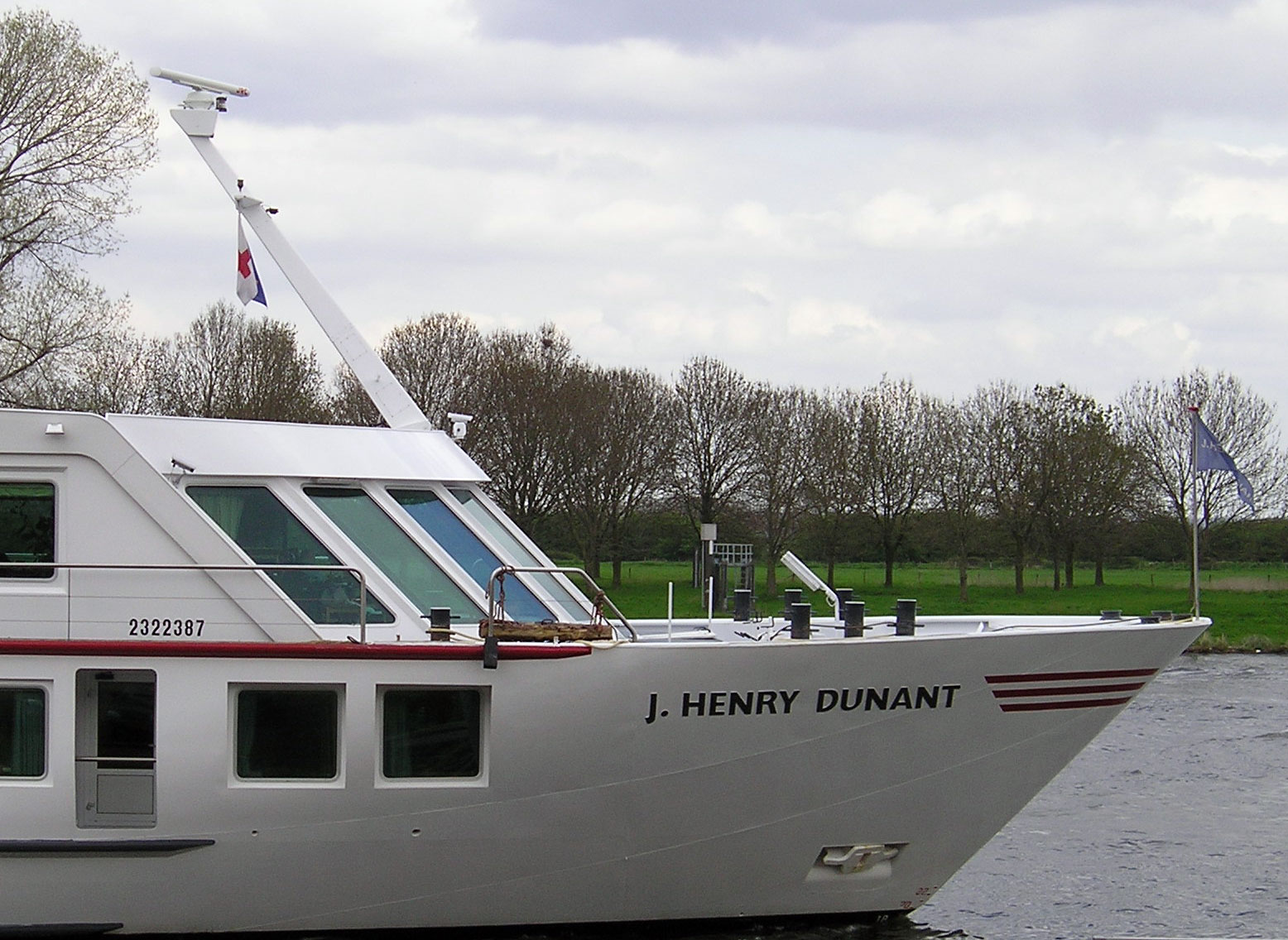
Henri Dunant III, boeg

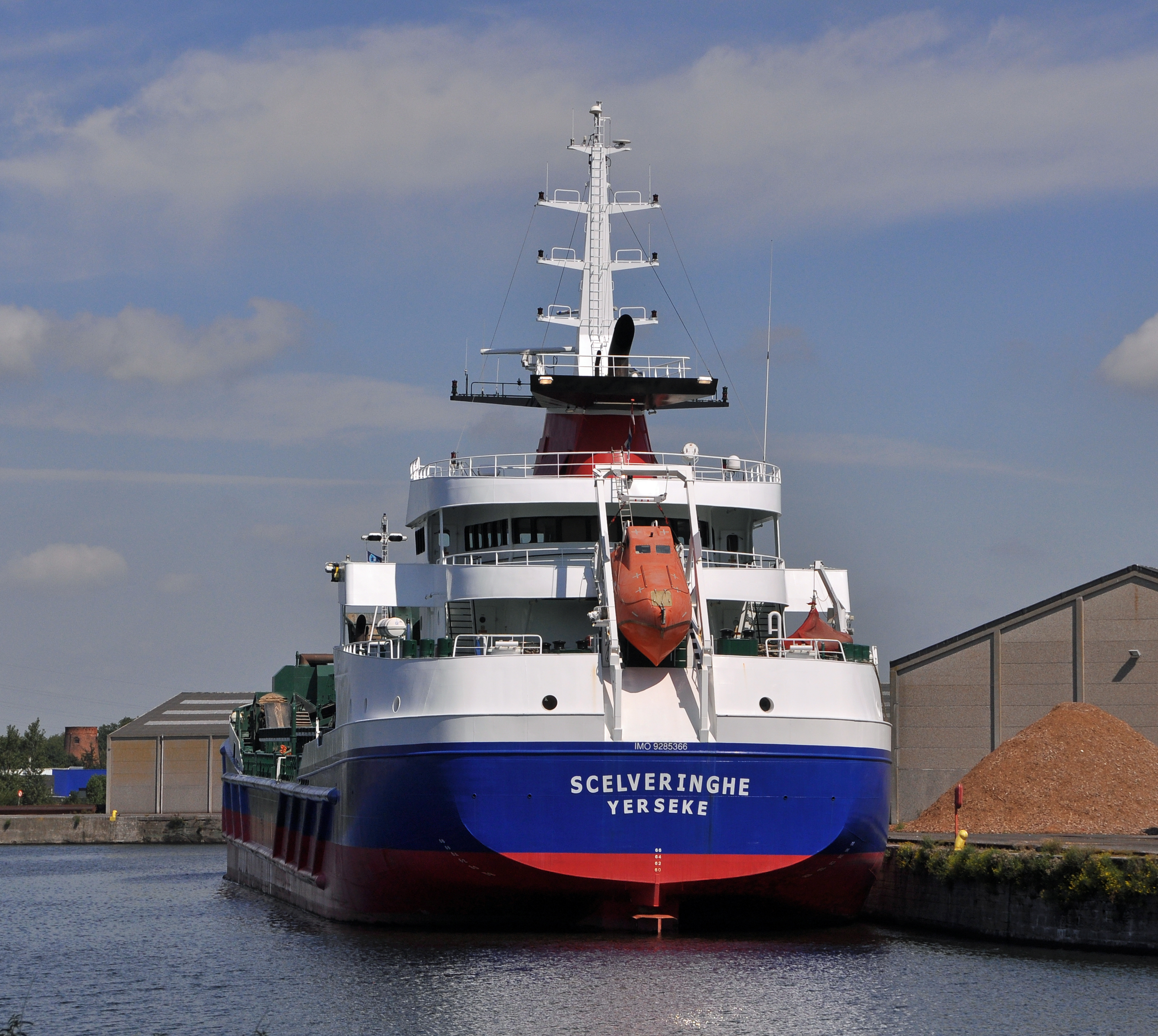
Scelveringhe, achtersteven

De stevens zijn de uiterste voor- en achtereinden van een scheepsromp, waar de beide zijden van de romp samenkomen. De voorsteven wordt ook wel de boeg genoemd en de achtersteven de spiegel of hek. Er bestaat een zeer grote variëteit in stevenvormen.
Soms wordt met steven specifiek het voorste gedeelte van het schip bedoeld, voorkomend in uitdrukkingen als: ergens op af stevenen en de steven wenden.
Voor een scheepsbouwer is de steven een langsscheeps constructiedeel, dat een voortzetting vormt van de kielbalk.
Amsterdam, Bunschoten-Spakenburg, Etten-Leur, Rozenburg (Zuid-Holland) en Wijk bij Duurstede hebben straten onder de naam "Voorsteven"; Amsterdam en Etten-Leur kennen bovendien de straat Achtersteven. 